# Mysateles gundlachi
Mysateles gundlachi es una especie de roedor de la familia Capromyidae.

## Distribución geográfica
Se encuentra en la isla de Cuba.

## Hábitat
Su hábitat natural son: bosques, de tierras de baja altitud.

## Estado de conservación
Se encuentra amenazada de extinción por la pérdida de su hábitat natural.